# José Crispim
José Maria Crispim (São Miguel do Guamá, 25 de maio de 1911 — ?) foi um político brasileiro. Exerceu o mandato de deputado federal constituinte por São Paulo em 1946, recebendo, na época, o maior número de votos da capital paulistana. Foi sargento do Exército, mas foi preso em 1935 por ser simpatizante do Partido Comunista Brasileiro (PCB), ilegal na época. Durante o período do Estado Novo, militou pela reestruturação do partido, estando principalmente junto aos ferroviários do interior do estado.
No período da ditadura militar, foi obrigado a buscar asilo político no exterior, passando por diversos países até, finalmente, estabelecer-se na Itália. Com o mandato cassado pelo AI-2, sua atuação foi exercida a partir da filiação à Ação Libertadora Nacional (ALN), organização criada por Carlos Marighella para resistência de exilados políticos brasileiros.
Voltou ao Brasil em 1979, depois da aprovação da Lei de Anistia, e filiou-se ao Partido dos Trabalhadores (PT).